# Paramesosella alboplagiata
Paramesosella alboplagiata är en skalbaggsart som beskrevs av Stefan von Breuning 1948. Paramesosella alboplagiata ingår i släktet Paramesosella och familjen långhorningar. Inga underarter finns listade i Catalogue of Life.